# Dinamarca en los Juegos Paralímpicos de Atenas 2004
Dinamarca estuvo representada en los Juegos Paralímpicos de Atenas 2004 por un total de 32 deportistas, 22 hombres y 10 mujeres.

## Medallistas
El equipo paralímpico danés obtuvo las siguientes medallas:
| Nombre                                                                                    | Deporte          | Evento                                      |
| ----------------------------------------------------------------------------------------- | ---------------- | ------------------------------------------- |
| Oro                                                                                       |                  |                                             |
| Jakob Mathiasen                                                                           | Atletismo        | Jabalina F42 masculino                      |
| Jackie Christiansen                                                                       | Atletismo        | Peso F44/46 masculino                       |
| Karen Jacobsen                                                                            | Ciclismo en ruta | Contrarreloj LC1-4/CP 3/4 femenino          |
| Peter Weichel Kenneth Hansen Ricky Nielsen Søren Holmgren Jensen Martin Enggaard Pedersen | Golbol           | Torneo masculino                            |
| Sisse Grynet Egeborg                                                                      | Natación         | 100 m braza SB8 femenino                    |
| Plata                                                                                     |                  |                                             |
| Jackie Christiansen                                                                       | Atletismo        | Disco F44/46 masculino                      |
| Karen Breumsø                                                                             | Natación         | 100 m libre S4 femenino                     |
| Karen Breumsø                                                                             | Natación         | 200 m libre S4 femenino                     |
| Bronce                                                                                    |                  |                                             |
| René Nielsen                                                                              | Atletismo        | Peso F56 masculino                          |
| René Nielsen                                                                              | Atletismo        | Pentatlón P54-58 masculino                  |
| Karen Breumsø                                                                             | Natación         | 50 m libre S4 femenino                      |
| Peter Lund Andersen                                                                       | Natación         | 400 m libre S6 masculino                    |
| Peter Rosenmeier                                                                          | Tenis de mesa    | Individual 6 masculino                      |
| Kazimier Mechula                                                                          | Tiro             | Rifle de aire en posición tendida SH1 mixto |
| Johnny Andersen                                                                           | Tiro             | Rifle de aire en posición tendida SH2 mixto |